# 4,7 cm KPÚV vz. 38
Pour les articles homonymes, voir Canon de 47 mm.
Le 47 mm kanon P.U.V. vz. 36 est un canon anti-tank utilisé par les armées tchécoslovaque et yougoslave au début de la Seconde Guerre mondiale. Il fut en autre déployés sur les Fortifications tchécoslovaques.
Il sera réutilisé par l'armée allemande sous le nom de 4,7-cm Pak(t) après la création du protectorat de Bohême-Moravie, armant le notamment le chasseur de char Panzerjäger I.  
Parfois dénommé par les Allemands 4,7-cm L/43.4 Pak 36(t), il s'avère être un des canons antichar les plus efficaces au début du conflit, bien supérieur aux performances du 3,7-cm Pak 36 équipant la Wehrmacht. Conservant son affût sans les roues, il est directement installé dans une superstructure ouverte sur 202 châssis de Panzer I ausf. B entre mars 1940 et février 1941. Il le sera également en 1941 sur des châssis capturés de Renault R35 pour la mise en service de 174 panzerjäger 4,7cm PaK(t) auf Panzerkampfwagen 35R(f) ohne Turm. Certains exemplaires originels seront utilisés au sol, en canons tractés, avant d'être conservés en positions statiques (Mur de l'Atlantique).  
Sa Panzergranate 36(t) antichar se montre efficace contre tous les chars français lors de la Bataille de France, ainsi que contre les chars légers soviétiques lors de Barbarossa et les Cruiser tanks en Afrique du Nord. Le nombre toujours croissant de T-34/76 contre lequel le canon apparait insuffisant entrainera son retrait de première ligne vers le milieu de l'année 1943.
La Panzergranate 40, un perforant antichar à cœur de tungstène, est développée dans la seconde moitié de 1940. Elle apparait très performante, mais seulement à courte portée, ce qui expose dangereusement l'équipage de 3 hommes (dont deux servants).
| Munition             | Type            | Poids    | Vélocité  | pénétration de blindage incliné à 30°, | pénétration de blindage incliné à 30°, | pénétration de blindage incliné à 30°, |
| Munition             | Type            | Poids    | Vélocité  | à 100 m                                | à 500 m                                | à 1 000 m                              |
| -------------------- | --------------- | -------- | --------- | -------------------------------------- | -------------------------------------- | -------------------------------------- |
| 4,7-cm Sprenggranate | explosif (HE)   | 1,5 kg   | ?         |                                        |                                        |                                        |
| Panzergranate 36(t)  | Antichar (APC)  | 1,65 kg  | 782 m/s   | 54 mm                                  | 48 mm                                  | 41 mm                                  |
| Panzergranate 40     | Antichar (APCR) | 0,825 kg | 1 080 m/s | 100 mm                                 | 59 mm                                  | -                                      |

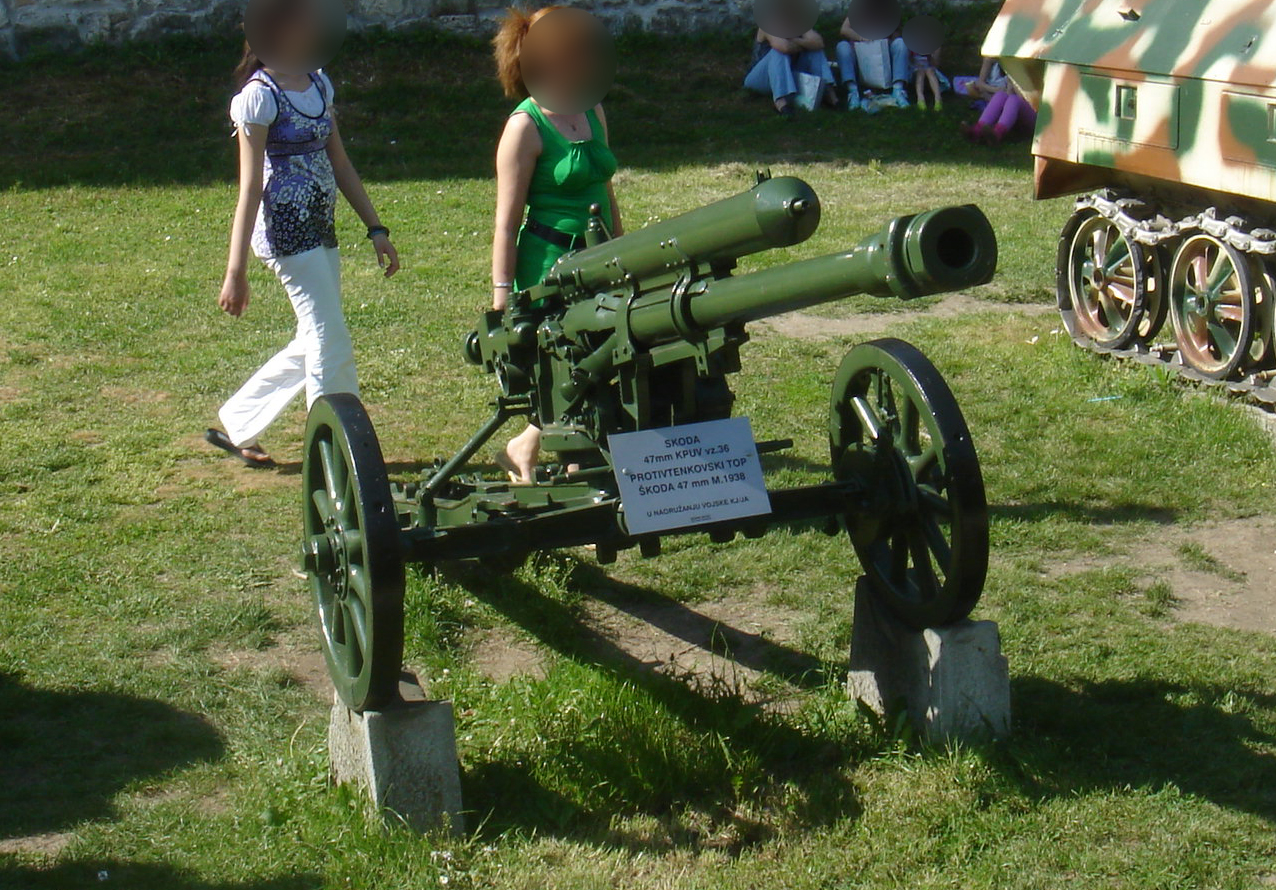
K.P.U.V. vz 36 sans son bouclier
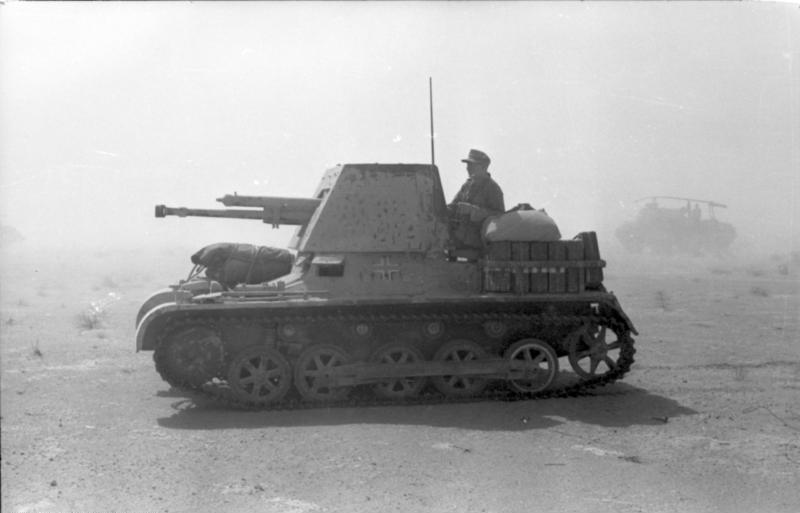
Panzerjäger I
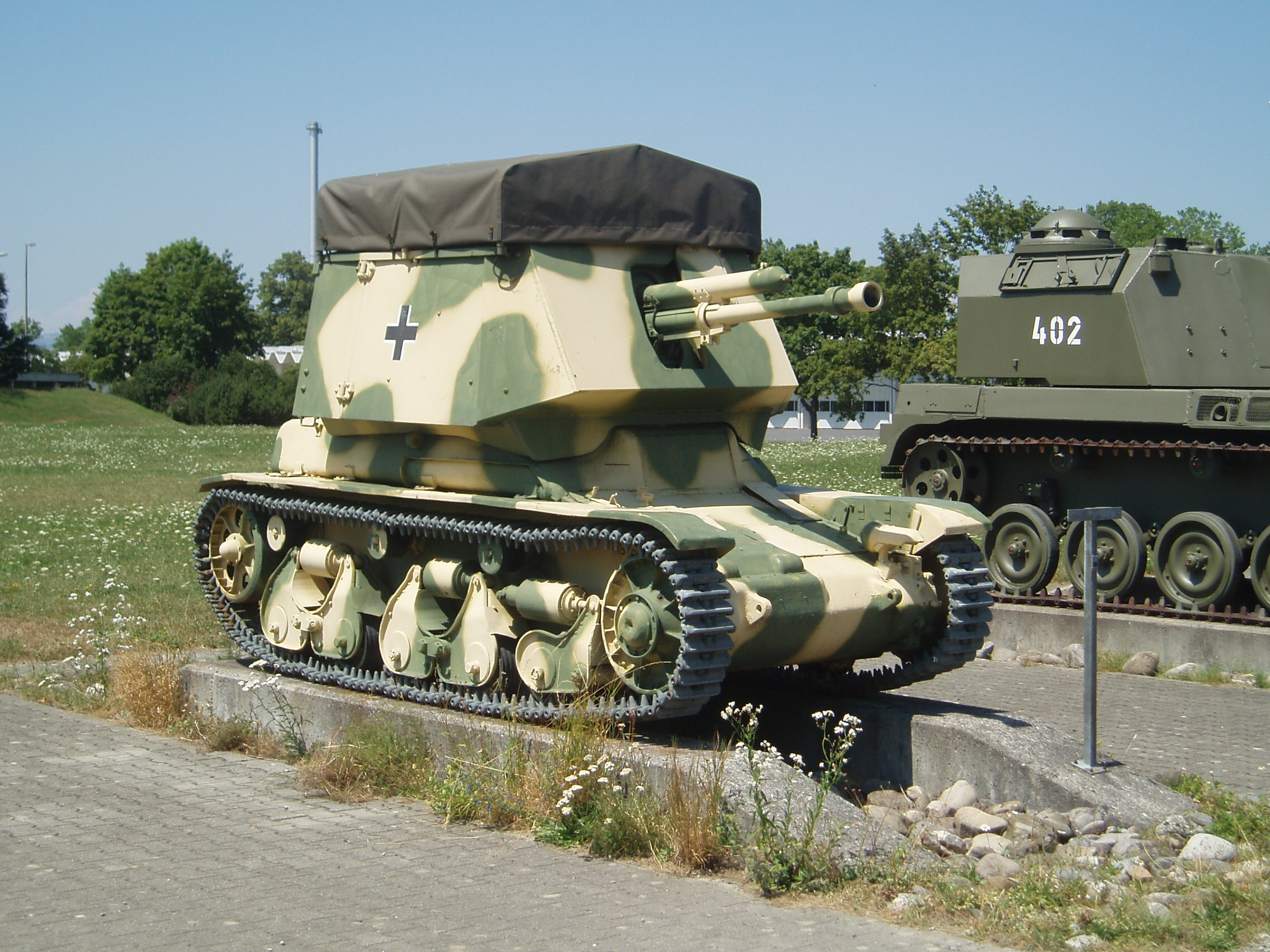
4,7cm PaK(t) auf Panzerkampfwagen 35R(f)